# Saint-Médard-Nicourby

Saint-Médard-Nicourby este o comună în departamentul Lot din sudul Franței. În 2009 avea o populație de 90 de locuitori.

## Evoluția populației
| An        | 1975 | 1982 | 1990 | 1999 | 2006 | 2009 |
| --------- | ---- | ---- | ---- | ---- | ---- | ---- |
| Populație | 114  | 108  | 101  | 84   | 90   | 90   |